# Chiesa di Sant'Andrea (Chiusa)
La chiesa di Sant'Andrea (in tedesco Pfarrkirche St. Andreas) a Chiusa è la chiesa parrocchiale della città.
È un edificio gotico risalente al XV secolo, con successive aggiunte barocche.